# Ленинградская военно-морская база
Краснознамённая Ленинградская военно-морская база (ЛенВМБ) — военно-морская база Балтийского флота ВМФ России. Во времена СССР Краснознамённая Ленинградская военно-морская база была военно-морской базой прямого подчинения, то есть подчинялась не командующему Балтийским флотом, а напрямую Главнокомандующему ВМФ СССР. Включает пункты базирования и порты Кронштадт, Санкт-Петербург, Ораниенбаум, Приозерск, акватории восточной части Финского залива и Ладожского озера. До конца 2008 года штаб базы находился в  здании Адмиралтейства, а затем был переведен в Кронштадт.

## История
Была создана 15 марта 1919 года приказом № 117 по флоту Балтийского моря путём преобразования Морских сил Петрограда в Петроградскую морскую базу. Первым начальником морской базы 29 марта того же года был назначен военный моряк Александр Николаевич Сполатбог. На Петроградскую морскую базу возлагалась ответственность за дислокацию кораблей и судов, а также за принятие мер по обороне города с морских направлений. В первый отряд боевых кораблей базы входило три линкора, три крейсера, миноносцы и пять яхт.
Базу неоднократно упраздняли, переформировывали и вновь создавали. Во времена СССР не входила в состав Балтийского флота, а напрямую подчинялась Главкому ВМФ СССР. С 1994 года база входит в состав Балтийского флота.

## Задачи[2]
Задачами Ленинградской военно-морской базы являются:
- Поддержание устойчивого оперативного режима в назначенной зоне ответственности, обеспечение обороны и защиты базирующихся сил;
- Обеспечение строительства, ремонта, подготовки экипажей, испытаний кораблей и судов, поступающих от промышленности и из ремонта;
- Обеспечение научно-исследовательских работ по изучению морей и океанов, а также испытаний новой техники и оружия;
- Обеспечение подготовки мичманов и прапорщиков, старшин и матросов, а также подготовки и переподготовки офицеров запаса ВМФ в системе учебных отрядов, школ и офицерских курсов, обеспечение учебной практики курсантов, слушателей ВВМУЗ на кораблях и судах ВМФ;
- Оперативное (боевое), техническое и тыловое обеспечение боевой и повседневной деятельности кораблей и частей ВМФ, базирующихся в зоне ЛенВМБ;
- Обеспечение расквартирования, коммунально-бытового и культурно-просветительного обслуживания личного состава в зоне ответственности базы.

Кроме того, ЛенВМБ обеспечивает все мероприятия, связанные с жизнью флота и города, — визиты иностранных кораблей, празднование памятных дат, проведение парадов и регат.

## Командиры
РСФСР и СССР
- Сполатбог, Александр Николаевич (март 1919 — май 1920),
- Лесков, Пётр Николаевич (май — декабрь 1920),
- Кузнецов, Аполлон Александрович (ноябрь 1939 — июль 1940),
- Пантелеев, Юрий Александрович (октябрь 1941 — апрель 1942),
- Левченко, Гордей Иванович (апрель — июнь 1942),
- Москаленко, Михаил Захарович (июнь — август 1942),
- Кулишов, Илья Данилович  (август 1942 — март 1944),
- Александров, Александр Петрович (март — ноябрь 1944),
- Михайлов, Пётр Павлович  (апрель 1947 — май 1948),
- Кузьмин, Александр Васильевич (июль 1948 — ноябрь 1949),
- Петров, Анатолий Николаевич (сентябрь 1951 — июль 1952),
- Ванифатьев, Александр Герасимович (июль 1952 — январь 1956),
- Байков, Иван Иванович (январь 1961 — декабрь 1971),
- Леоненков, Владимир Матвеевич (декабрь 1971 — апрель 1978),
- Михайловский, Аркадий Петрович (апрель 1978 — декабрь 1981),
- Самойлов, Владимир Александрович (января 1982 — декабрь 1989)

Во времена СССР должность называлась командир Краснознамённой Ленинградской военно-морской базы — комендант Кронштадтской военно-морской крепости.
Современная Россия
- адмирал Селиванов Валентин Егорович (декабрь 1989 — сентябрь 1992),
- вице-адмирал Гришанов Владимир Васильевич (февраль 1993 — август 1995),
- вице-адмирал Корнилов, Александр Иванович (декабрь 1995 — октябрь 2002),
- вице-адмирал Кудрявцев, Владимир Юрьевич (октябрь 2002 — март 2006),
- контр-адмирал Тузов, Алексей Борисович (март 2006 — октябрь 2006),
- контр-адмирал Липинский Анатолий Иванович (октябрь 2006 — июль 2009),
- контр-адмирал Федотенков Александр Николаевич (сентябрь 2009 — июнь 2011),
- капитан 1 ранга Журавлёв Олег Владимирович (декабрь 2011 — май 2015),
- контр-адмирал Смоляк Игорь Владимирович (май 2015 — август 2017),
- контр-адмирал Родионов Вячеслав Николаевич (сентябрь 2017 — ноябрь 2020),
- контр-адмирал Салошин Андрей Вячеславович (ноябрь 2020 — июль 2024),
- контр-адмирал Никитин Игорь Александрович (с июля 2024).

## Приписанные корабли

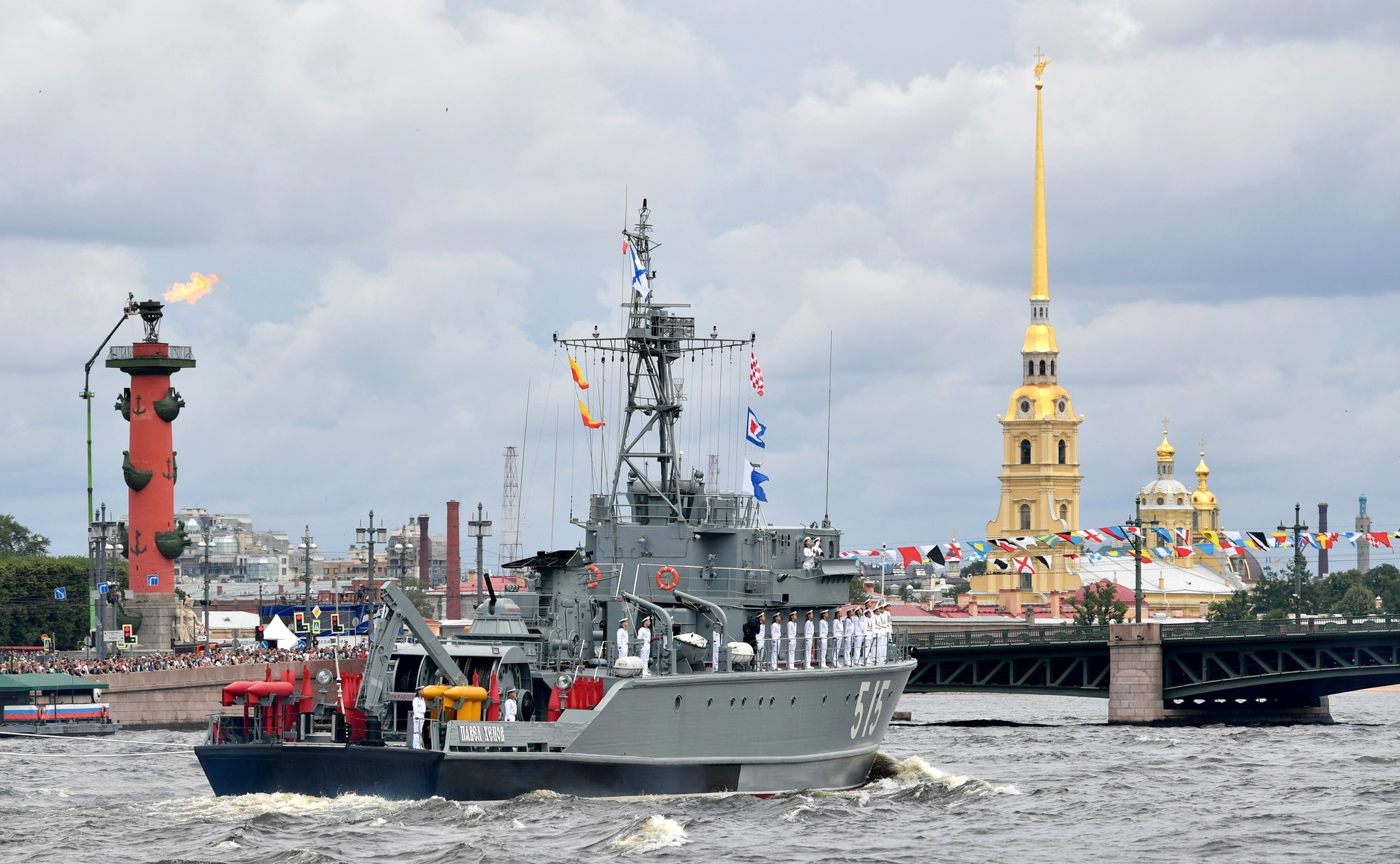
БТ-115 — базовый тральщик проекта 12650. Главный военно-морской парад, 25 июля 2021 год

На 2012 год в состав ЛенВМБ входили следующие корабли и соединения:
- «Смольный» — учебный корабль проекта 887. Бортовой номер 228, в составе флота с 1976 года.
- «Перекоп» — учебный корабль проекта 887. Бортовой номер 337, в составе флота с 1977 года.
- 105-я бригада кораблей охраны водного района (Кронштадт)
  - тактическая группа малых противолодочных кораблей
МПК-99 «Зеленодольск» — малый противолодочный корабль проекта 1331M. Бортовой номер 308, в составе флота с 1987 года.
МПК-192 «Уренгой» — малый противолодочный корабль проекта 1331M. Бортовой номер 304, в составе флота с 1986 года.
МПК-205 «Казанец» — малый противолодочный корабль проекта 1331M. Бортовой номер 311, в составе флота с 1987 года.
  - тактическая группа тральщиков
БТ-115 — базовый тральщик проекта 12650. Бортовой номер 515 , в составе флота с 1994 года.
РТ-57 — рейдовый тральщик проекта 10750. Бортовой номер 316, в составе флота с 1989 года.
РТ-248 — рейдовый тральщик проекта 10750. Бортовой номер 348, в составе флота с 1990 года.
- 3-й отдельный дивизион подводных лодок (Кронштадт)
  - Б-806 «Дмитров» — дизельная подводная лодка проекта 877ЭКМ. В составе флота с 1986 года.
- 13-я бригада строящихся и ремонтируемых кораблей (Санкт-Петербург, Кронштадт);
- 55-й отдельный береговой ракетный дивизион.

Соединения, не входящие в состав ЛенВМБ, расположенные в зоне ответственности базы:
- 32-й отдельный дивизион судов обеспечения (Приозерск, командир капитан 1 ранга Владимир Карманов)
- дивизион опытовых судов полигона 1-го ЦНИИ МО РФ (Приморск)

## Прочие факты
- С 1993 по 1999 год в составе 25-й бригады подводных лодок 4-й учебной дивизии кораблей ЛенВМБ находилась подводная лодка Б-413, ныне ошвартованная в музее Мирового океана в Калининграде.